# Rajputana

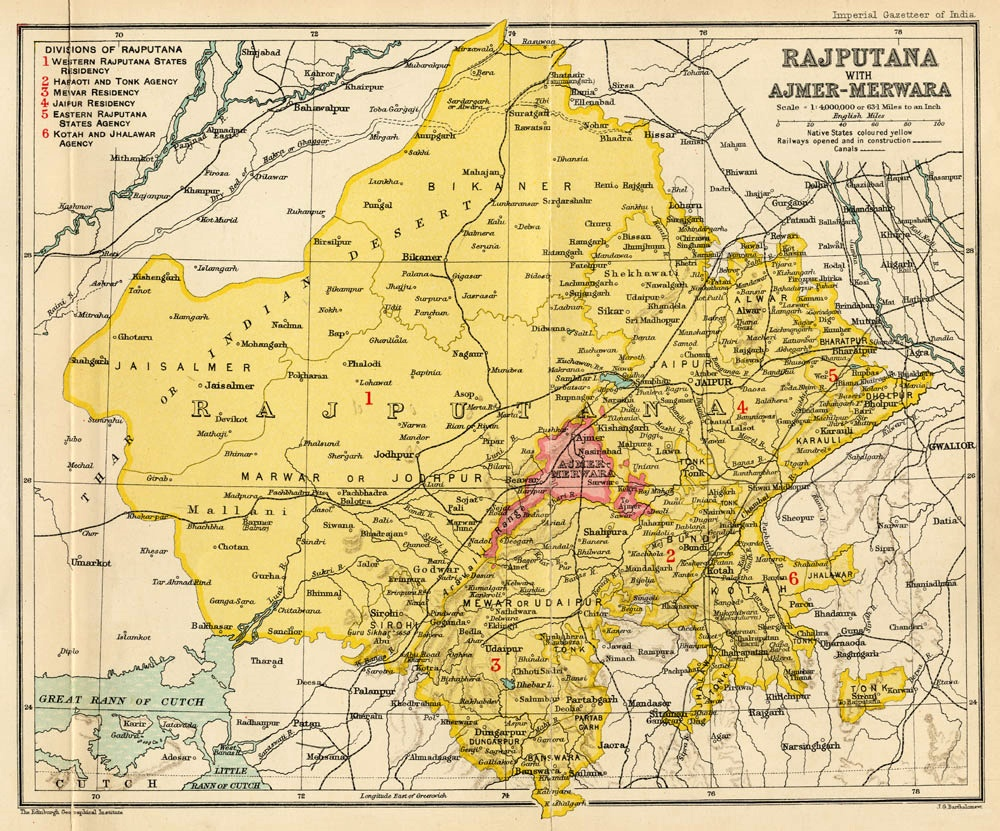
Rajputana 1909

Rajputana, också kallat Rajwar, är en historisk region bestående av en grupp furstendömen i nordvästra Indien som ungefär motsvarar dagens indiska delstat Rajasthan.  Området som omfattade 343 328 km2 och bestod dels av det relativt ofruktbara området nordväst om Aravallibergen där Tharöknen ingår och dels området sydost om bergen där odlingsförhållandena var bättre. Namnet betyder "rajputernas land" och ordet rajput i sin tur betyder "kungason" på sanskrit.
Under 600-talet till 1200-talet växte stamriken fram vars furstar stod emot de tidiga muslimska erövringsförsöken som började på 1000-talet. Rajputernas makt nådde sin höjdpunkt under tidigt 1500-tal. 1568 tillföll området Mogulriket då Akbar erövrade fortet Chitor. Från Ajmer styrde mogulerna Rajputana fram till tidigt 1700-tal. Maratherna hade vasallstater i området från cirka 1750 till 1818 då Storbritannien tog över makten.
Rajputana omfattade 23 furstendömen där där de största var Bikaner, Jaipur, Jodhpur, Udaipur och Jaisalmer. Många av staterna tilläts en hög grad av autonomi. De flesta av dessa stater utgör dagens Rajasthan efter Indiens självständighet 1949. Mindre områden av det som en gång var Rajputana tillhör nu delstaterna Madhya Pradesh och Gujarat.